# 犬类攻击

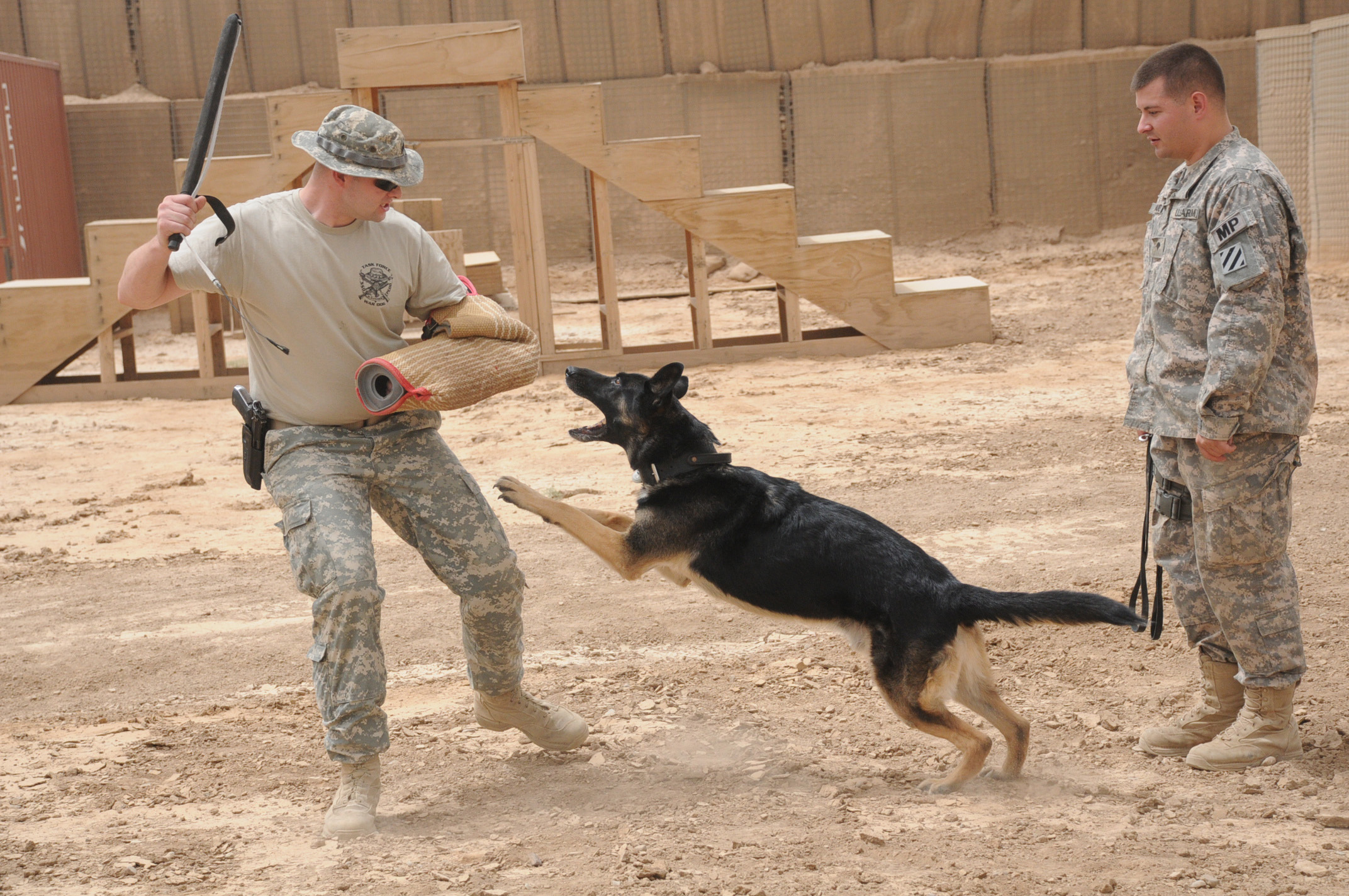
美國陸軍訓犬師（左）藉由挑釁一頭軍用犬，以展示該犬在特定情況下的反應

狗屬於掠食者，縱使被人類飼養馴服，牠們仍有攻擊的天性、靈敏的身手、強壯的體型以及自我防衛機制。尖銳牙齒、爪子、雙顎與四肢都有強壯肌肉，無意間造成的抓傷也很容易造成感染。大型犬甚至可以把人扑倒在地。
狗和人都具備判斷哪些行為對於對方是潛在威脅，確保對方不會受到傷害。狗會保護人類是因為將人視為跟牠們是同一類的肉食動物，彼此具有相同情感，所以狗會制止他人攻擊自己的主人。
二十世紀後，犬攻擊人類的事件與日俱增，攻擊方式有撲倒、咬傷。有時狗咬伤人後，被咬者會感染、毁容、残疾，甚至死亡。目前仍有許多爭議，是否將攻擊歸於盛行飼養特定品種的狗、狗的攻擊行為是出自本身意願或是受到飼主的影響等。野生的狗不具有與人類的情感，也可能是因為被訓練成一隻具有攻擊性的狗，又或者是某人侵入了牠們的地盤或是動作讓牠們感到威脅，以致牠們表現出狗身為肉食性動物的本能，攻擊。类似其他肉食性動物，攻擊行為是牠們作為防衛的原始本能。除了攻擊人類以外，狗也會攻擊同類或其他動物。

## 人與狗的互動
要減少狗攻擊人的意外發生，應該要加強對大人和小孩的教育，選擇正確的飼育與訓練方式，有时犬会因为某事应激从而产生攻击性，和你不熟悉的狗保持距离，平时不去随便去招惹它们。这可以避免绝大多数的犬类攻击事件。無論如何都應該記住一點：如同人類一般，再溫馴的狗，只要受到過度不當管教，就會選擇反抗甚至攻擊。 
有些徵兆可能表示狗準備要攻擊了，像是狂吠。通常狗搖尾巴是在表示興奮的意思；但對於防衛心比較重的狗來說，搖尾巴則表示你已經侵犯到牠的領域了。一隻極度不安的狗，表現出來的攻擊信號常會讓人無法理解甚至誤解，例如聽起來像是因痛苦發出的狗吠聲或是跳來跳去。

### 容易引起攻擊的舉動
一般人（特別是不熟悉的陌生人）的許多行為都可能會喚起一些狗的肉食動物本能和攻擊行為。雖然並非每隻狗會對以下的行為產生攻擊性，但有些狗的確如此。這些行為包括：
- 靠近正在打架的狗
- 攻擊狗或者他的同伴（可能是其他的狗、人類、甚至是一隻貓），或者你表現出來的行為讓牠感覺是要攻擊它（舉例如突然熱情地擁抱或者踩到牠的身上，像是腳掌或是尾巴。）
- 企圖（或不小心）拿走牠的食物或水，或者朝著牠的食物方向走去，或者從牠和食物的中間位置穿越過去都可能造成攻擊。
- 當成犬在場的時候（特別是母狗的面前）玩弄幼犬，使牠感覺幼犬遭受威脅。
- 直視一隻狗。在狗的溝通方式（英语：Dog_communication）（dog communication）當中，直視對方代表的是一種企圖支配對方或者挑釁的意味。當以某些視線（visual level）去看的時候會更加危險，像是來自於小孩或者是陌生人的視線。
- 接近一隻生病或受傷的狗。特別注意，老狗就跟人老的時候一樣，常會表現出精神失常的樣子，嚴重时可能會開始盲目攻击， 衰老或是長時間處於虛弱狀態的狗極容易遭受刺激，這種不安全感最後使牠失去對事物的包容力（例如看似無害的行為）而變得更具攻擊性。
- 接近先前的觀點，錯誤判斷狗所表現的不安全感或恐懼的徵兆，加上做出任何可能讓牠感覺到倍受威脅的行為，導致狗因為恐懼而攻击。
- 從狗的身邊跑走：犬类祖先遺傳下來的追捕本能並非完全喪失，可能会导致狗开始追逐人类。
- 同樣是因為本能，當有人把手從一隻較為好奇的狗面前舉起時，這動作會誘使牠們發揮肌肉強大力量（impulse），使牠們能夠去抓住或抱住那隻手；最好的狀況可能就是牠會先觀察一下，然後跳到人的身上，讓自己的頭往那隻手鑽。
- 叫醒正在休息或睡覺的狗。
- 忽視「內有惡犬」的警告標示：不像大多數的狗，受過攻擊訓練的狗可能會不預警地攻擊入侵者。
- 進入一隻狗的「領土範圍」，而表現出非牠所熟悉的行為模式，或者是牠不認識的人。在狗的領土保護主義下，不分體型大小，本能和潛藏的兇猛習性都會驅使牠去制止闖入领地的人。狗所認定自己的「領土」可能与狗主人所真正拥有的私有財產不同，它可能遍及周遭一大片区域。

許多動物收容機構都會對狗進行可能造成攻擊行為的測試，並對顯現出特定攻擊行為的狗予以撲殺。

### 孩童安全
身為父母的人可能不會讓小孩子跟鬥牛犬單獨相處，但卻往往忽略那些看似可愛的小狗也是狗。有些種類的狗表現得很溫馴，但這並不表示父母可以放心讓小孩和牠單獨相處，特別是小孩子比大人更容易遭受狗的攻擊。像是金毛獵犬這種被認為是相當溫馴友善的品種，仍然有可能會去伤害傷小孩。以下是一些方法可以確保你的孩子可以不受傷害，甚至可以讓狗不去傷害他。
- 教導小孩不要靠近任何一隻他們所不認識的狗。
- 當你想要去摸狗時，記得先獲得飼主的同意，他們最了解狗兒的脾氣和傷害性。
- 要從狗的面前接近。牠們會被來自後方的事物驚嚇到，嚴重點可能還會把你撞倒在地。
- 盡量避免將東西從牠的面前快速抽走，這會讓牠認為你打算跟牠玩或者是要對牠攻擊。
- 禁止在沒有大人陪伴之下讓幼兒跟成犬或幼犬玩耍，儘管是有人飼養的。畢竟，意外發生往往只需幾秒鐘的時間。
- 當狗表現出凶暴的模樣時，就要制止和牠玩耍。孩童沒有像狗那樣強壯，狗和狗在玩耍時習慣去咬住對方某個部位，孩童禁不起這樣的啃咬的力道。
- 要在幼兒身旁觀看他們和狗玩耍時的情況，確保他們沒有做出任何危險的舉動。

### 訓練與攻擊行為改善
在有人飼育的情況下，犬類的攻擊通常可以被制止。除了一些具有野性的狗、訓練去攻擊入侵者的狗、受到威脅或被激怒的狗則不容易安撫下來。重要的一點就是記住狗所具有的肉食性動物的本能永遠不會完全消失，而對其他動物所表現出的肉食性動物的行為（像是追捕其他動物）可能會訓練一隻狗或一群狗集體恢復本性轉而攻擊人類。透過讓狗熟悉人類環境，可能可以達到避免攻擊行為的發生。犬類專家提倡，在條件控制的情況下，嘗試將狗的食物從牠面前移開、逗逗狗兒或者表現出要快速離開的樣子，透過讓狗習慣這些動作去改善遇到這些行為會去攻擊的情況。如果飼主現在就開始訓練讓狗放開嘴巴咬住東西，或者讓載送受傷的狗接受治療，會讓牠日後接受動物治療的狀況比較輕鬆，不會掙扎想離開。
小孩子和兒童經常有挑釁狗隻的傾向，所以，他們很容易成為被狗攻擊的受害者。儘管他們是沒有意圖地去激怒牠們（拉扯狗的耳朵最為常見，尤其是在牠們熟睡的時候）。另外，由於犬類動物的察覺異常驚人，所以牠們有時還會透過行動來表示超越。任何有意恐嚇的行為，無論是暫時與否，都應該防止這種事情發生，而且還須避免任何衝突，不管是否一位表現良好的兒童，也應需要成年人在旁指引。
狗的擁有優越的追逐能力，特別是牧羊犬，牠們有時可能會將人類誤認為是要追趕的目標。牠們也許會將目光注視在一個特定的人身上，像是移動速度很快或者穿著鮮艷花色的鞋子的人，在牠們眼中看來就跟獵物是一樣的。這種情況很容易造成大多數不具攻擊性的狗開始追逐騎士或跑者。在這個狀況當中，當移動的目標停止下來，狗立刻就會失去興趣。但這招不一定管用，具攻擊性的狗找到機會就會展開攻擊。
附帶一提，大多數的狗（特別當牠不在牠的地盤時）對陌生人發出要攻擊的叫聲時，只要陌生人露出要向牠挑戰的話，牠就會落荒而逃。相反地，如果牠站在自己的地盤上頭，牠的叫聲可以幫助牠提昇威嚇力，保持攻擊的優勢。

## 家犬的攻擊
當狗與人很親近時，會開始慢慢降低攻擊性。這是熟悉人類之後造成會讓它比較放心而降低攻擊的可能性，但無論如何都不要認為只要牠與許多人相處之後就絕對不會再攻擊人類。假如狗感覺到潛在的威脅性時，牠也許就會進行攻擊。第一次接近一隻新面孔的狗時務必要保持謹慎小心；每一隻狗都是獨立的個體，適用於其他狗的方式可能不適合牠。
新聞上常見的狗襲擊人類狀況往往就是被害人往住院治療或者在被狗攻擊後受傷不治的消息。雖然小型犬也有可能造成如此嚴重的傷害或者殺死人類，但是相較於擁有龐大體型大型犬來說，小型犬要造成如此的傷害是很困難的。
針對上述所談到的議題，有支持者要求立法來限制。 提案者可能會爭論像是鬥犬或其他特定的品種，在天性上就會向人進行攻擊；或者會以更簡單的論點來證明，隨著這些具有攻擊性品種的狗大肆流行飼養後，一些不負責任的飼主並未給予飼養的狗足夠的訓練，更糟的可能還會訓練狗去攻擊指定的目標。因此最好的方式就是控制這些品種的狗，來達到控制這些不負責任的飼主。
反對者可能持有相反的意見，他們認為沒有任何品種的狗天生就會有攻擊人類的傾向，希望將焦點從特定品種的飼養者是否盡責的問題移開，開始去重視其他沒被規範的品種，以便讓問題推到其他狗的身上。

### 美國的權利宣言
儘管用槍枝來抵禦狗的攻擊看似可行的作法，但卻可能牴觸美國法律中禁止虐待動物的保護條例、部份城市內禁止持有槍枝的規定，還需限制自我防衛的合理限度。但可以確定的是，當那隻狗並非要向人類攻擊，採取上述手段防禦是不合法的行為。